# Đẻ đất đẻ nước

Đẻ đất đẻ nước (tiếng Mường: Te tấc te đác) là một bộ sử thi, tác phẩm văn học dân gian của người Mường ở Việt Nam. Đây là bộ sử thi lớn, hiện sưu tầm được 10 bản, bản trung bình 8 nghìn câu, bản dài nhất 16 nghìn câu, kể về gốc tích và công cuộc đấu tranh của người Mường ở thời đại rất xa xưa, chứa đựng những quan niệm người Mường cổ về việc hình thành trời đất, tạo lập thế giới. Tác phẩm này được bảo tồn và lưu truyền dưới hình thức truyền miệng, tập trung đầy đủ nhất dưới hình thức "mo" (hát cúng).
Đẻ đất đẻ nước có giá trị về rất nhiều mặt: Văn học, dân tộc học, ngôn ngữ học, nghệ thuật dân gian...
Nơi phát tích của sử thi Đẻ đất đẻ nước được cho là ở xã Thiết Ống, huyện Bá Thước, tỉnh Thanh Hóa, hiện còn dấu tích ở Đồi Chu.
Năm 2008, tác phẩm này đã được diễn xướng và ghi thành đĩa DVD  &  cũng như biên tập và xuất bản thành sách.